# Locomotive Shay

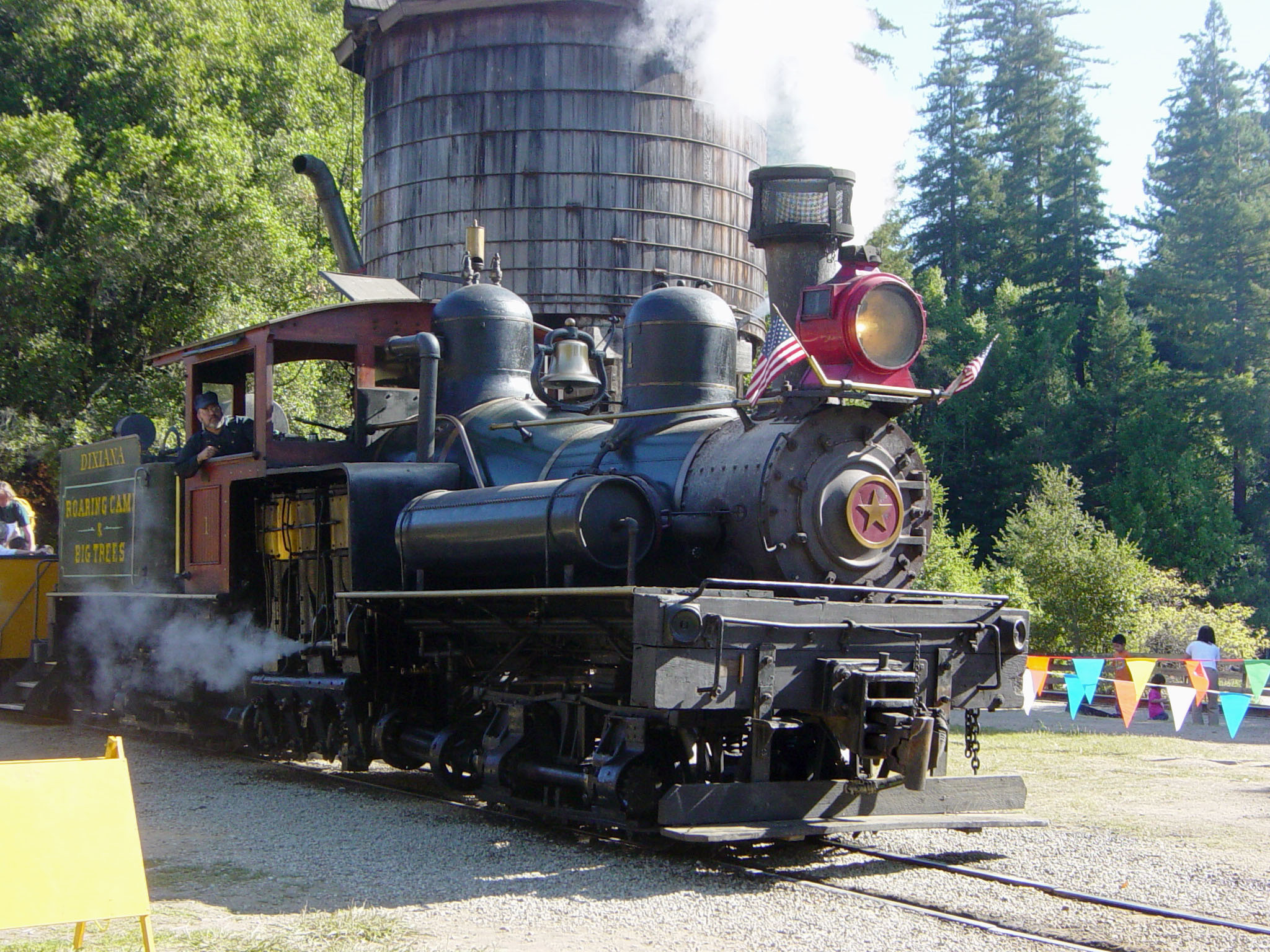
La chay de classe B « Dixiana » présentée au Roaring Camp and Big Trees Narrow Gauge Railroad, Felton, Californie. On remarque les aspects caractéristiques de ces locomotives : la chaudière désaxée par rapport au châssis et tout le système de transmission placé du côté droit de la machine par rapport au sens de la marche.

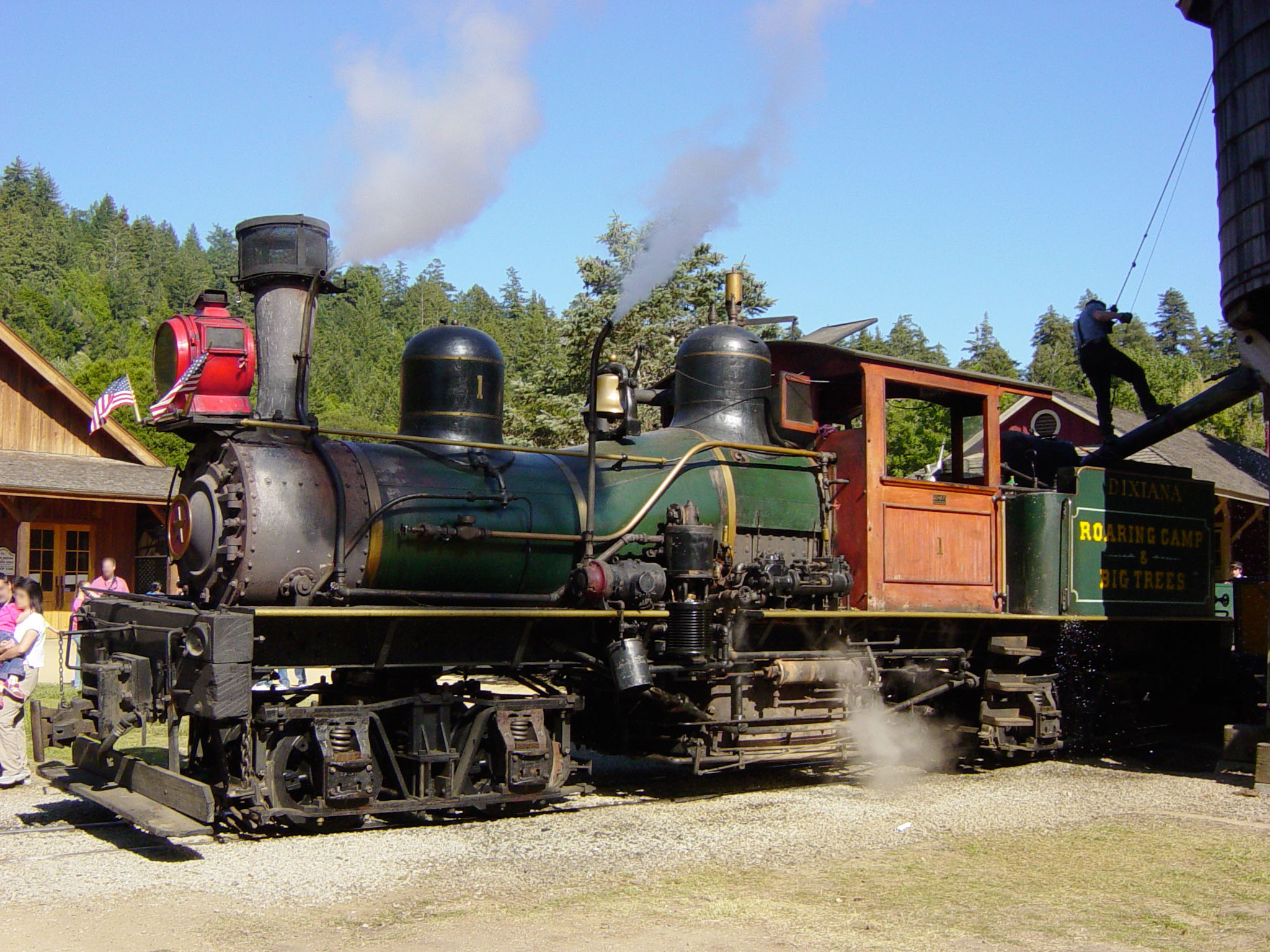
Côté « accessoires » de la Shay « Dixiana » du Roaring Camp and Big Trees Narrow Gauge Railroad

Les locomotives Shay sont les locomotives à vapeur à engrenages les plus utilisées. 
Les locomotives ont été construites suivant les brevets d'Éphraïm Shay, qui est connu pour avoir popularisé le principe des motoréducteurs pour locomotive à vapeur. Bien que la conception primitive des locomotives d'Éphraïm Shay diffère de celles construites par-après, il y a clairement une continuité de développement qui lie l'ensemble de Shay.

## Développement

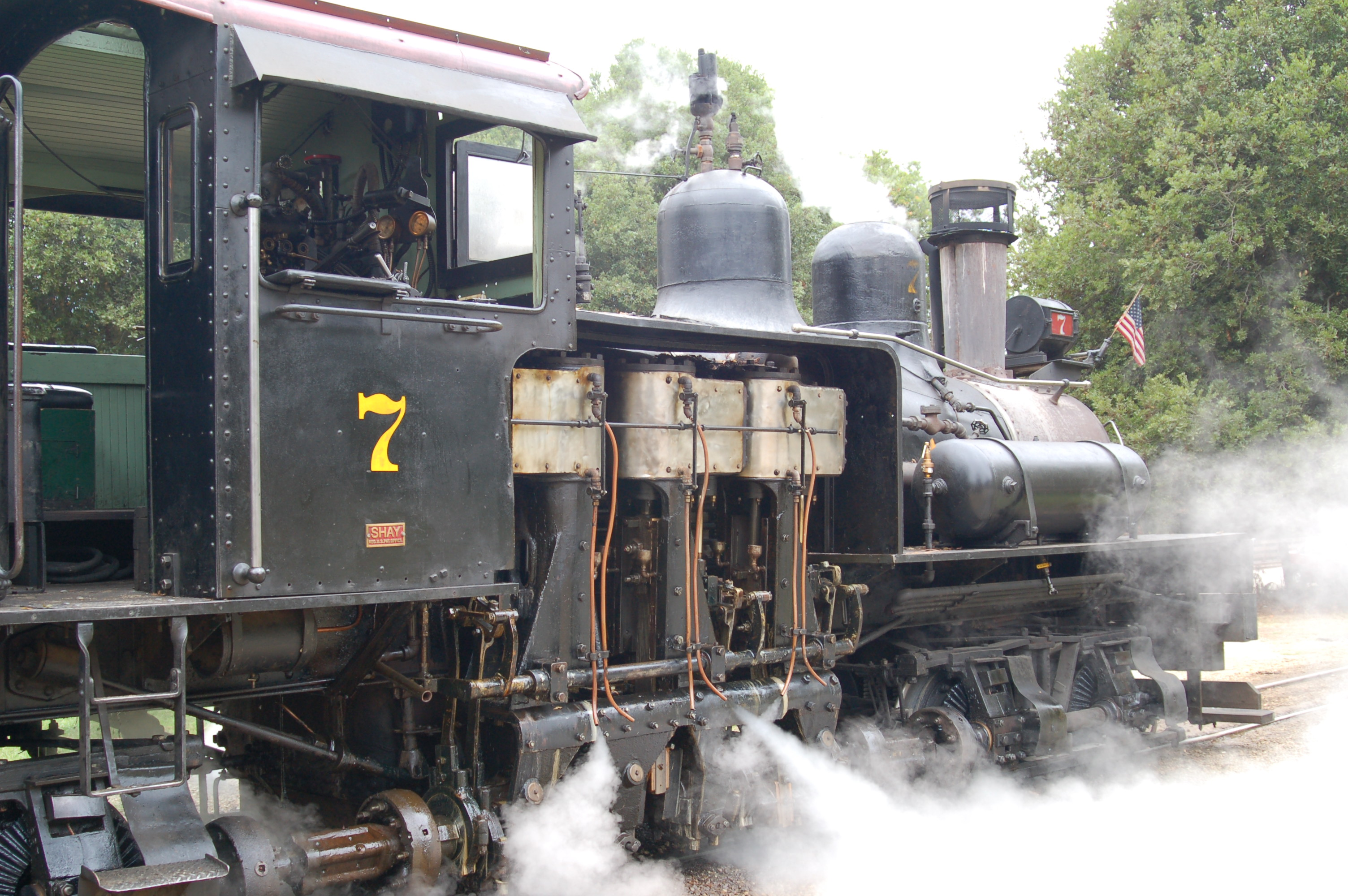
Vue des trois cylindres de la Shay « Sonora », machine de classe C du Roaring Camp and Big Trees Narrow Gauge Railroad, à Felton, Californie

Éphraïm Shay (1839-1916), a été instituteur, greffier dans un hôpital durant la Guerre Civile américaine, fonctionnaire, exploitant forestier, commerçant, propriétaire d'un chemin de fer et inventeur. Il a vécu dans le Michigan.
Dans les années 1860, il devient exploitant forestier et souhaite concevoir une meilleure façon de déplacer des troncs vers la scierie qu'en utilisant des traîneaux à neige. Il construit son propre chemin de fer forestier en 1875, à l'écartement de 660 mm. Il est ainsi beaucoup plus efficace que ses concurrents, car il peut exploiter toute l'année.
Deux ans plus tard, il invente la locomotive Shay. Il développe l'idée d'avoir une motorisation sur un wagon plat : une chaudière alimente via des engrenages les bogies qui pivotent. La première Shay n'a que deux cylindres. Le bogie avant est monté normalement, tandis que le bogie arrière est fixé sur le châssis et n'est pas pivotant. Il monte une chaudière de 3 pieds (914 mm) de diamètre pour 5 pieds (1 524 mm) de haut, centrée sur le châssis, avec un réservoir d'eau au dessus du bogie avant et les pistons montés transversalement au dessus du bogie arrière. Shay expérimente d'abord une transmission par chaîne depuis le moteur vers l'essieu du bogie à travers le plancher. On ne sait pas si Shay avait entraîné un ou deux essieux, mais il a vite constaté que l'entraînement par chaîne n'était pas pratique et il essaye ensuite un entraînement par courroie. Il n'a pas fallu longtemps pour que l'idée devienne populaire.
Lima Locomotive Works à Lima, Ohio, construit le prototype d'Éphraïm Shay en 1880. Shay dépose ensuite un brevet concernant l'idée de base en 1881. Il a breveté en 1901 un système d’entraînement des bogies par engrenages, qui complète les caractéristiques des Shay.
Avant 1884, toutes les Shay construites par Lima pesaient de 10 à 15 tonnes et avait seulement deux cylindres (Classe A). En 1884, Lima livre la première Shay à trois cylindres (Classe B) et, en 1885, la première Shay à trois bogies (Classe C). Le succès de la Shay a conduit à une expansion importante et la réorganisation de la société Lima. Cependant, Lima n'avait pas été impressionné à l'origine par l'idée de Shay, jusqu'à ce que John Carnes influence la société pour qu'elle produise les locomotives, créant ainsi le design classique de la Shay.
En 1903, Lima livre ce qui est alors la plus « lourde locomotive sur bogies dans le monde », la première Shay à quatre bogies (classe D, pesant 140 tonnes). Elle est construite pour la ligne de l'El Paso Rock Island, allant de Alamogordo, Nouveau-Mexique à Cox Canyon, 31 milles (50 km) de long présentant de nombreuses courbes et des rampes allant jusqu'à 6 % de déclivité. L'utilisation d'un tender à deux bogies a été nécessaire du fait de la mauvaise qualité de l'eau le long de la ligne. La locomotive devait transporter assez d'eau pour un aller-retour.
Lewis E. Feightner, un employé de Lima, brevète des améliorations pour les Shay, concernant les supports de montage en 1908 et la mise en place d'un surchauffeur en 1909.
Après l'expiration des brevets de Shay, la Willamette Iron and Steel Works de Portland, Oregon a fabriqué des locomotives de type Shay, et, en 1927, Willamette obtient un brevet pour des bogies à engrenages améliorés pour ces locomotives, les type Willamette. « Shay » est une marque enregistrée de Lima, il est donc erroné de parler de locomotives fabriquées par Willamette et d'autres comme des « Shay ». Six locomotives qui suivent le brevet de Shay, connues comme des « Henderson-style Shay », ont été construites par Michigan Iron Works à Cadillac, Michigan.

## Apparence

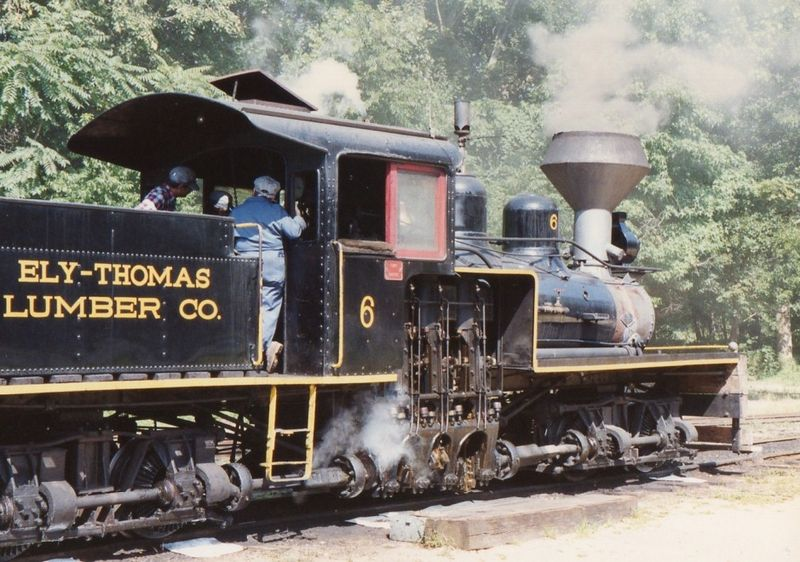
Ely-Thomas Lumber Company no 6 présentée au New Jersey Museum of Transportation.
On voit bien l'axe de transmission partant du bas des cylindres au centre, pour aller vers chaque bogie.

Les Shay sont équipées d'une chaudière à tubes classique, mais celle-ci est positionnée à gauche de l'axe de la locomotive, afin de laisser de la place aux deux ou trois cylindres montés verticalement sur la droite et contrebalancer le poids de ces derniers. Ces cylindres entraînement des vilebrequins qui transmettent le mouvement vers les bogies par des arbres de transmission. Ces arbres sont équipés de joints de cardan et de liaisons glissières permettent de compenser le pivotement des bogies. Chaque essieu est entraîné par un jeu d'engrenages coniques placés sur les bogies.
Ce qui fait la force de ces locomotives, c'est que toutes les roues, y compris, dans certains cas, celles situées sous le tender, sont entraînées. Ainsi tout la masse de la machine aide à développer l'effort de traction par une plus forte adhérence. Un ratio élevé de coups de piston par tour de roues leur permet de compenser les glissements, là où une locomotive à vapeur classique aurait des roues glissantes qui n'entraîneraient pas le train.
Les Shay ont été souvent connues sous le nom sidewinders ou stemwinders en référence à leur mécanique uniquement montée sur un côté. La plupart ont été construits pour une utilisation aux États-Unis, mais beaucoup ont été exportées, dans une trentaine de pays, soit par Lima ou à la suite d'une revente.

## Classes

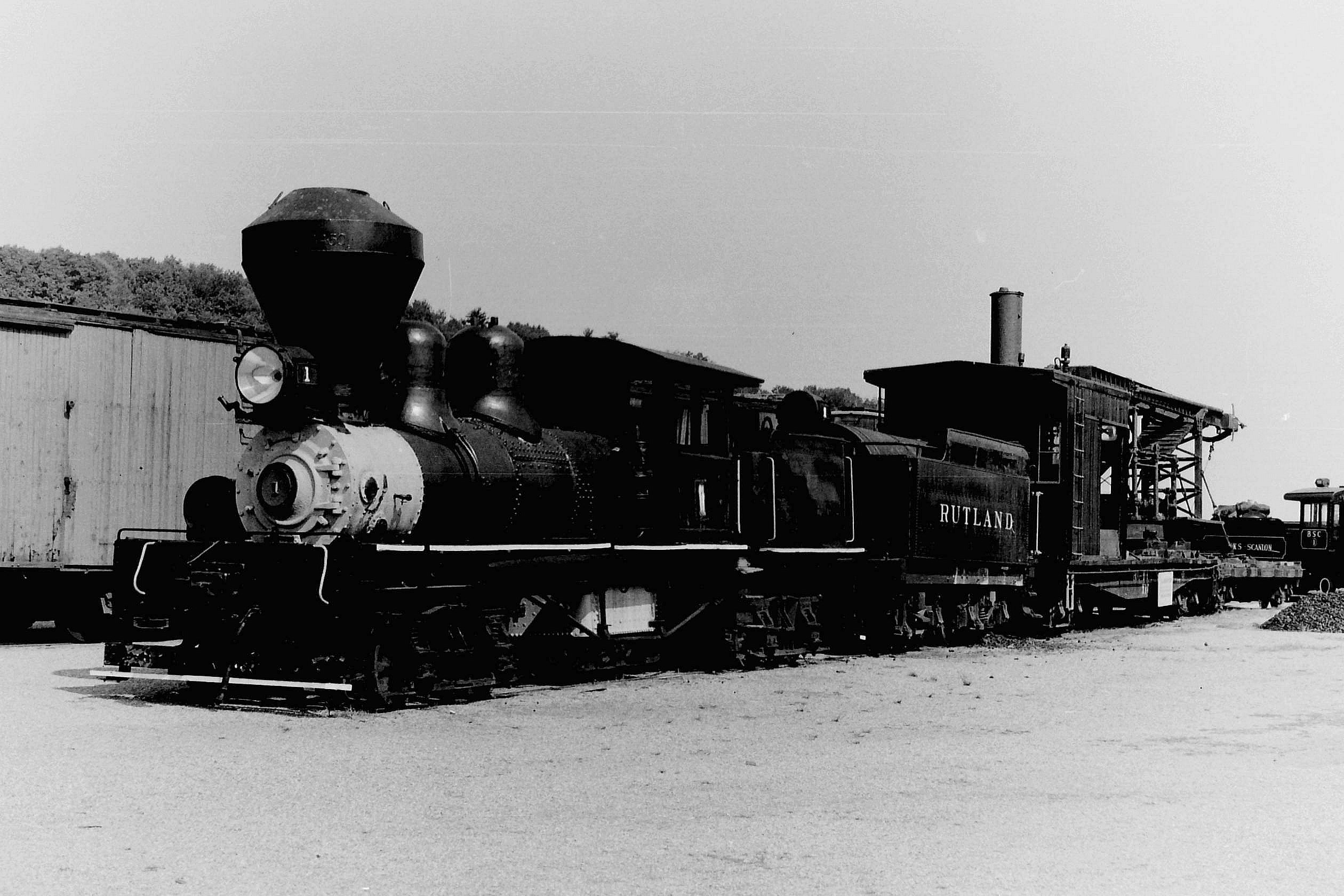
Shay de classe D, no 1 du Meadow River Lumber Co. en août 1970

Environ 2770 Shay locomotives ont été construites par Lima, réparties en quatre classes de 6 à 160 tonnes, entre 1878 et 1945.
- Classe A: deux cylindres, deux bogies. Poids entre 6 et 24 tonnes.
- Classe B: trois cylindres, deux bogies. Poids entre 10 et 80 tonnes.
- Classe C: trois cylindres, trois bogies. Poids entre 40 et 160 tonnes.
- Classe D: trois cylindres, quatre bogies. Poids de 100 et 150 tonnes.

Deux Shay de 15 tonnes ont été construites avec deux cylindres et trois bogies.
Vingt Shay de classe D ont été construites. Elles n'étaient pas plus puissantes que celles de la Classe C, mais embarquaient plus de carburant et d'eau, ce qui améliorait leur adhérence en plus de leur autonomie. 
Quatre Shay ont été construites avec les mécaniques du côté gauche par rapport au sens de la marche, toutes commandées spécialement pour le Sr. Octaviano B. Cabrera Co., à San Luis de la Paz au Mexique.

## Exemplaires conservés

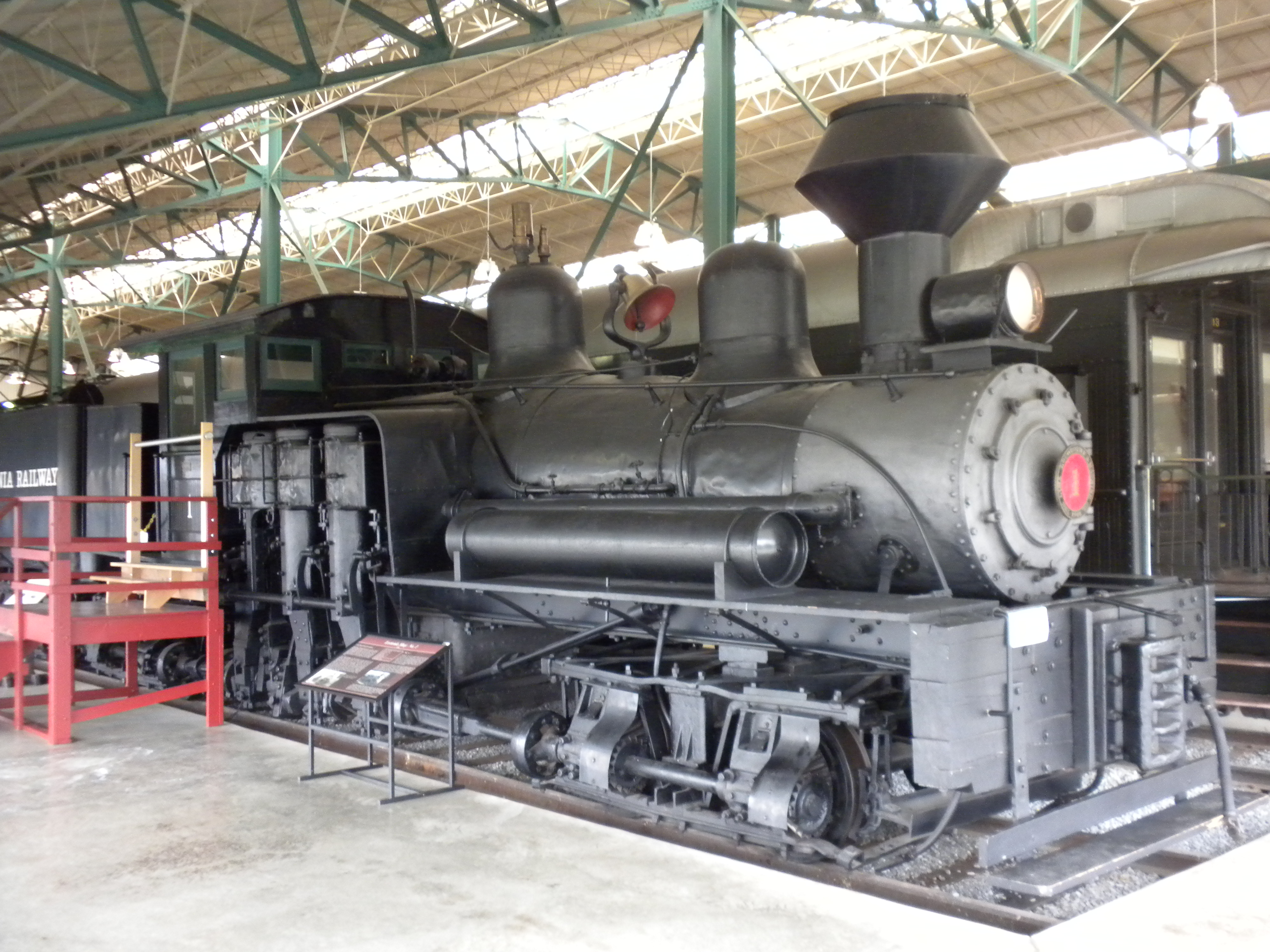
La « Leetonia No. 1 » au Railroad Museum of Pennsylvania

En 2013, seulement 118 Shay sont connues comme préservées, certains étant combinaison de deux Shay. Une vingtaine sont opérationnelles, 9 en cours de restauration, 66 présentées de manière statique et une douzaine conservées par des particuliers. 

## Images

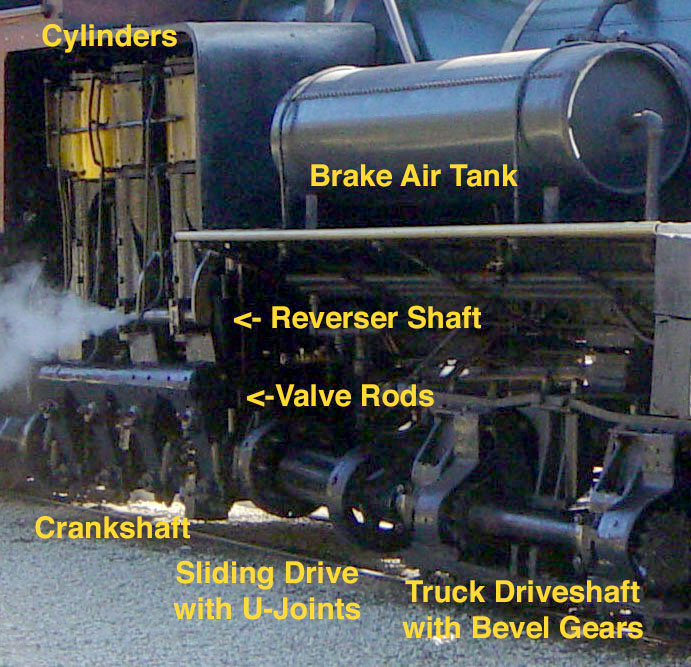
Ensemble mécanique caractéristique des Shay. De gauche à droite, on peut voir les cylindres et, sous eux, le vilebrequin. En bas se trouve l'arbre de transmission, et, à sa droite, les bogies avec les engrenages.
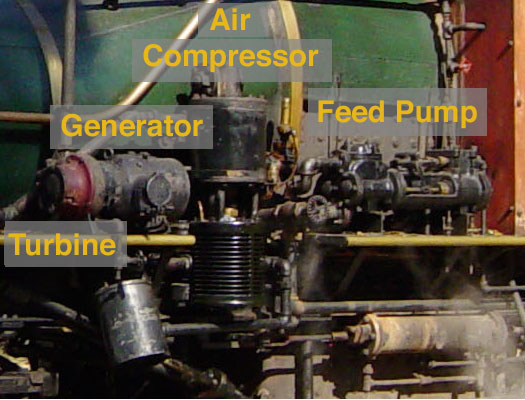
Détail des accessoires (côté opposé aux cylindres) sur la Shay Dixiana. De gauche à droite : turbine, générateur, compresseur à air et pompe d'alimentation de la chaudière.
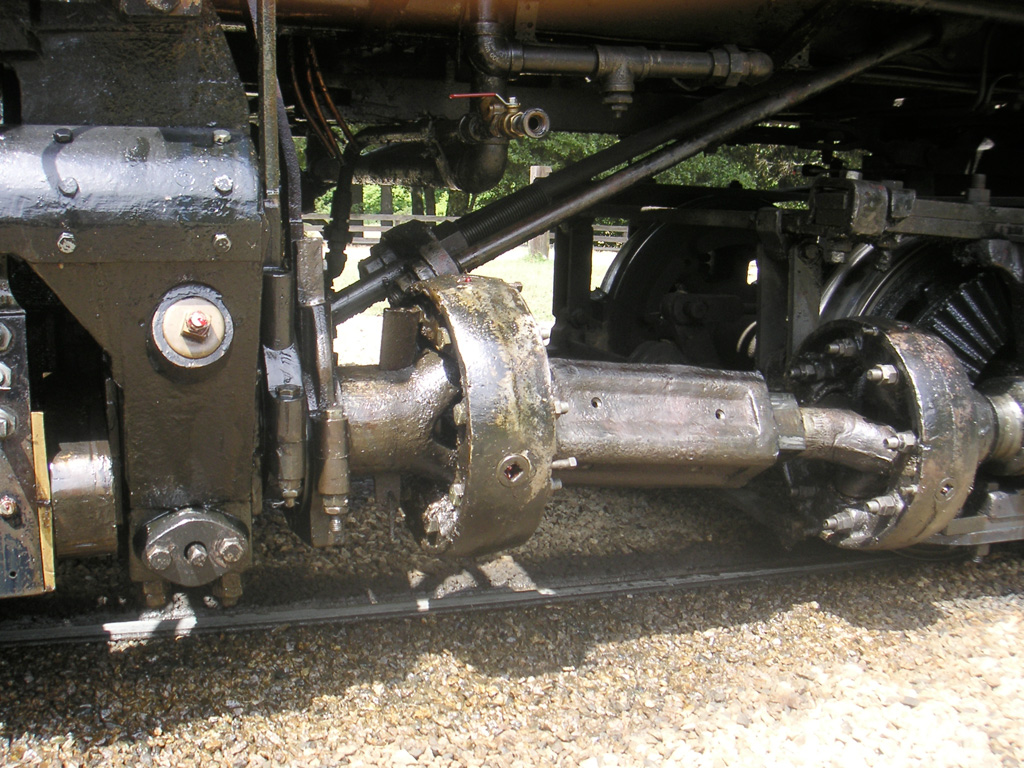
Joints de cardan (sous les protections cylindriques) et, entre eux, l'arbre de transmission.
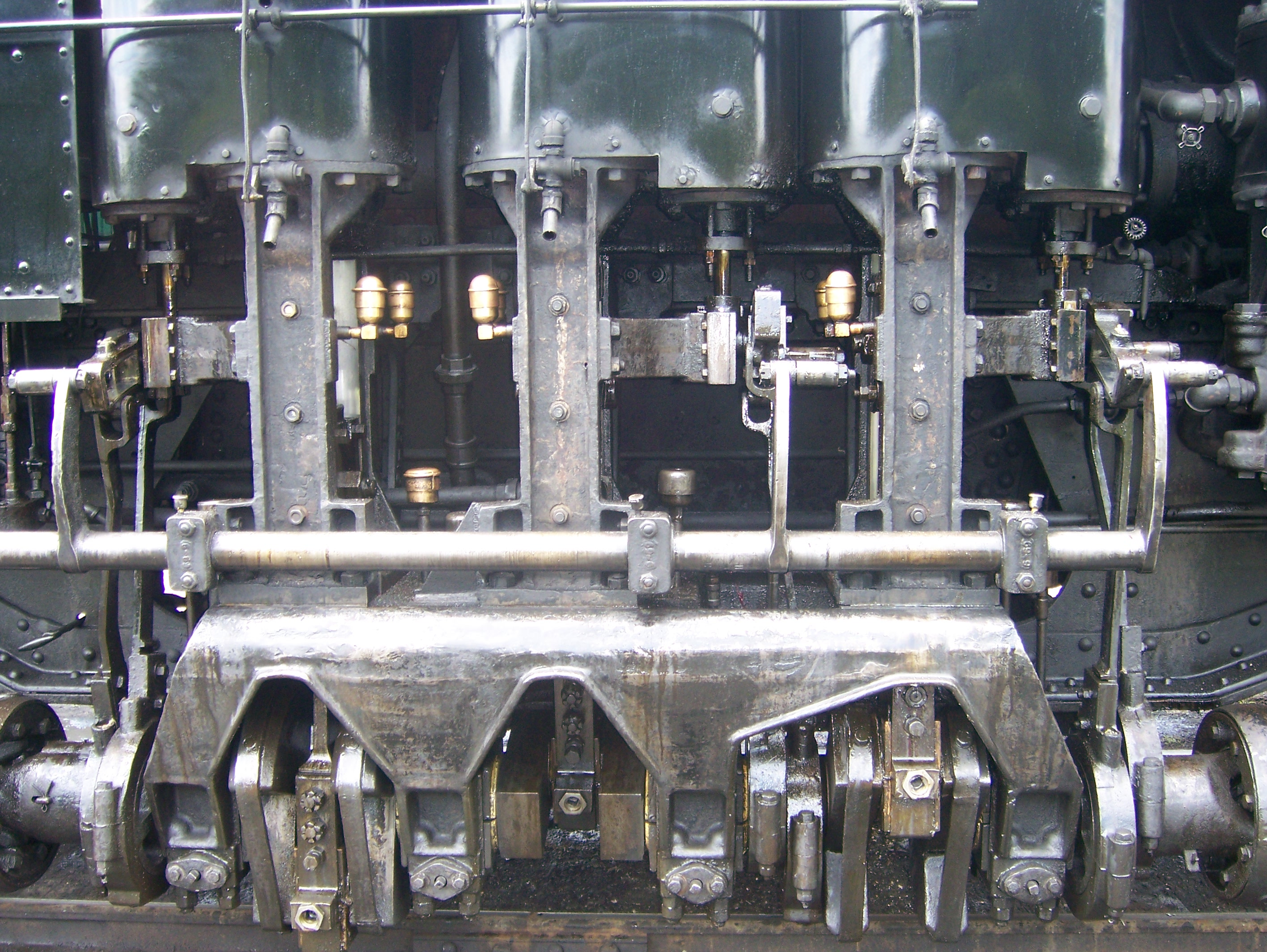
Ensemble moteur à trois cylindres de la Shay Lima (numéro de série 3320 de 1928). Cette locomotive est toujours en service au Cass Scenic Railroad State Park sous l'immatriculation « Cass Scenic No. 2 ».
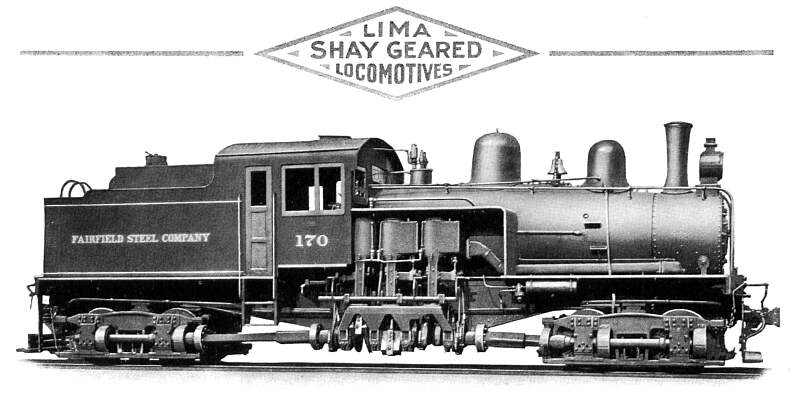
Illustration du catalogue Lima présentant une Shay de classe B de 70 tonnes (numéro de série 2982, de 1918). Achetée par le Fairfield Steel sous le numéro 170 elle deviendra plus tard la no 170 du Tennessee Coal, Iron and Railroad.
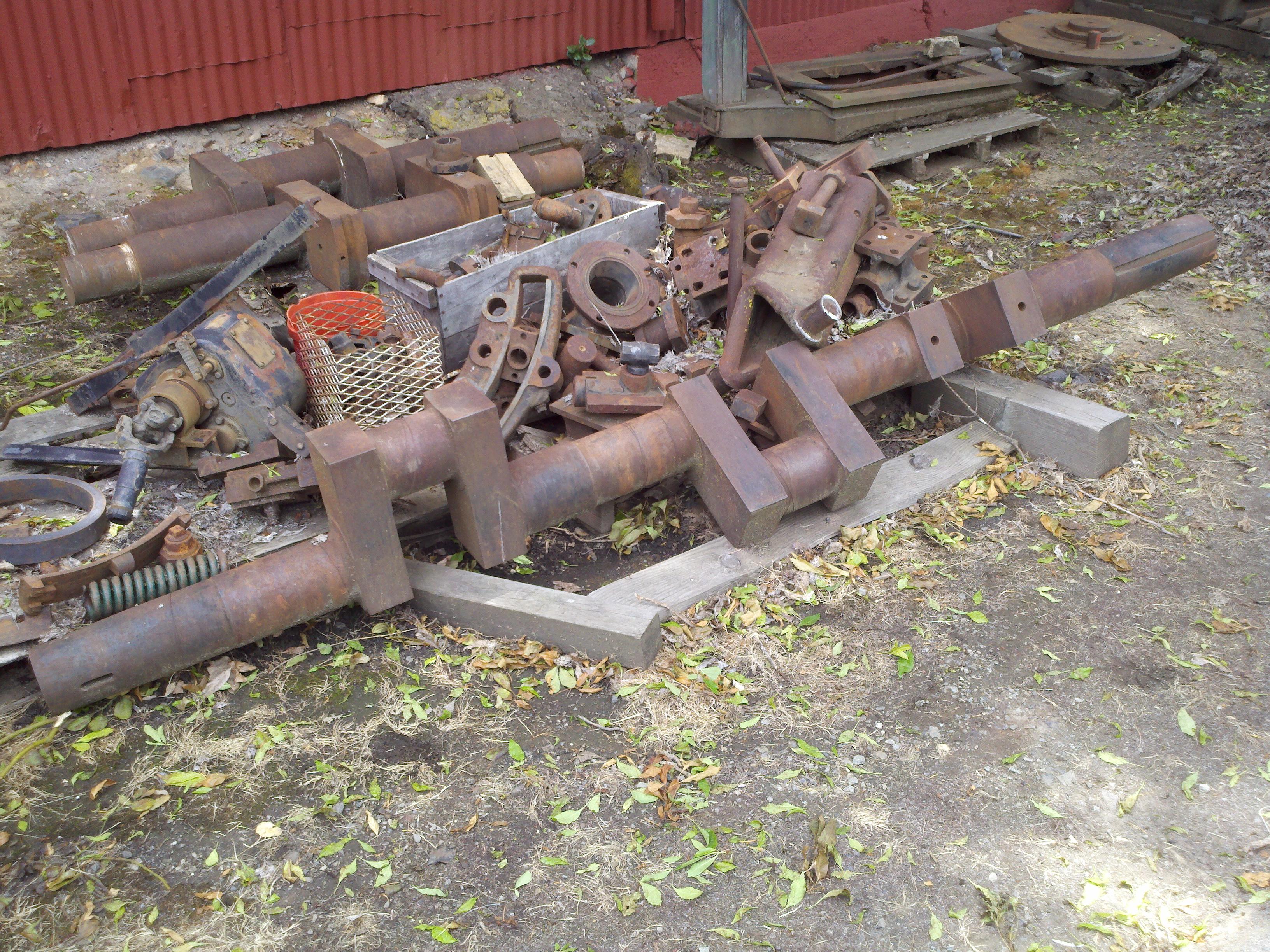
Vilebrequin de Shay au Railtown 1897 State Historic Park
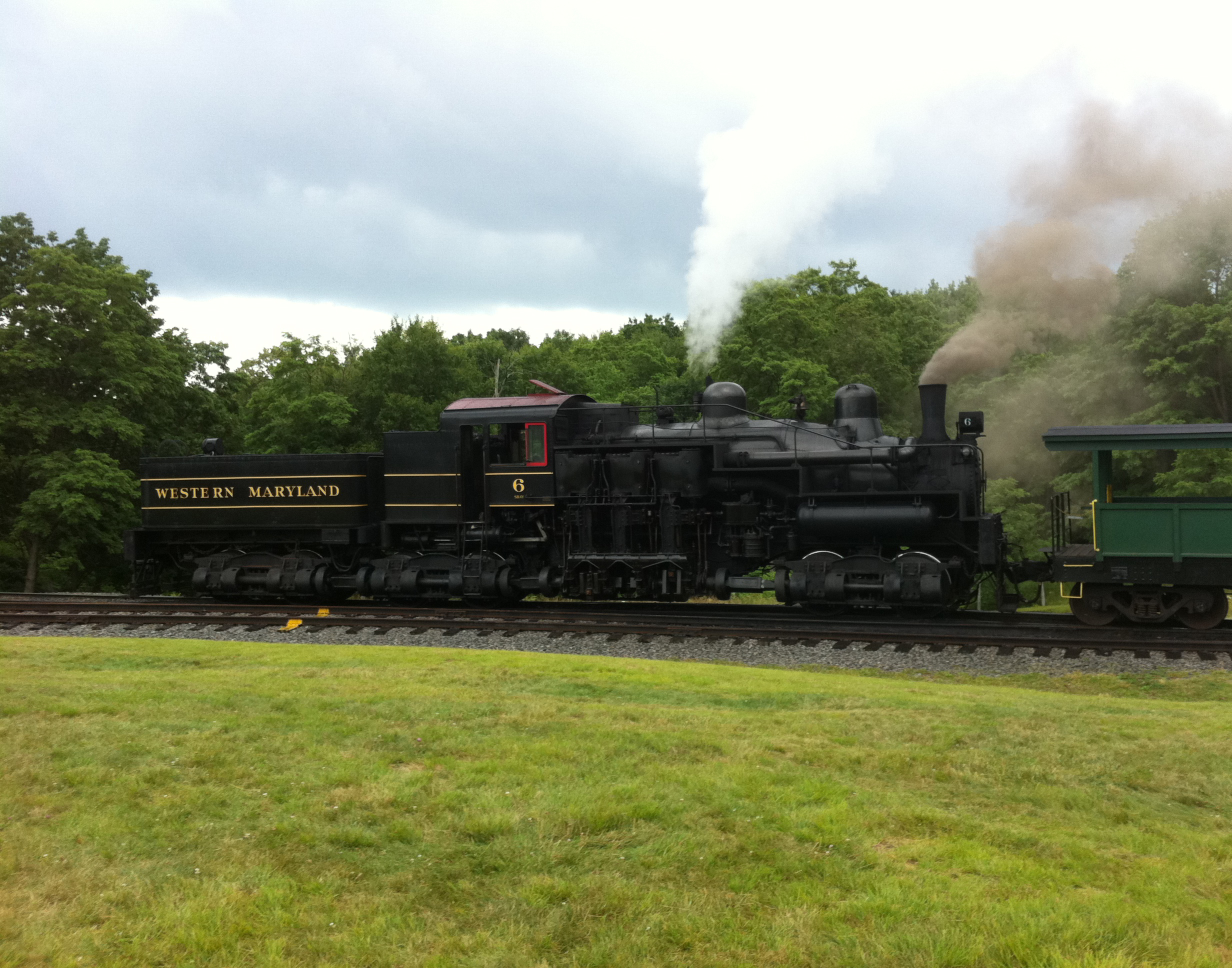
Shay n°.6 du Cass Scenic Railroad. Trois bogies sont présents sur cette machine, l'un d'entre eux étant situé sous le tender (à gauche).
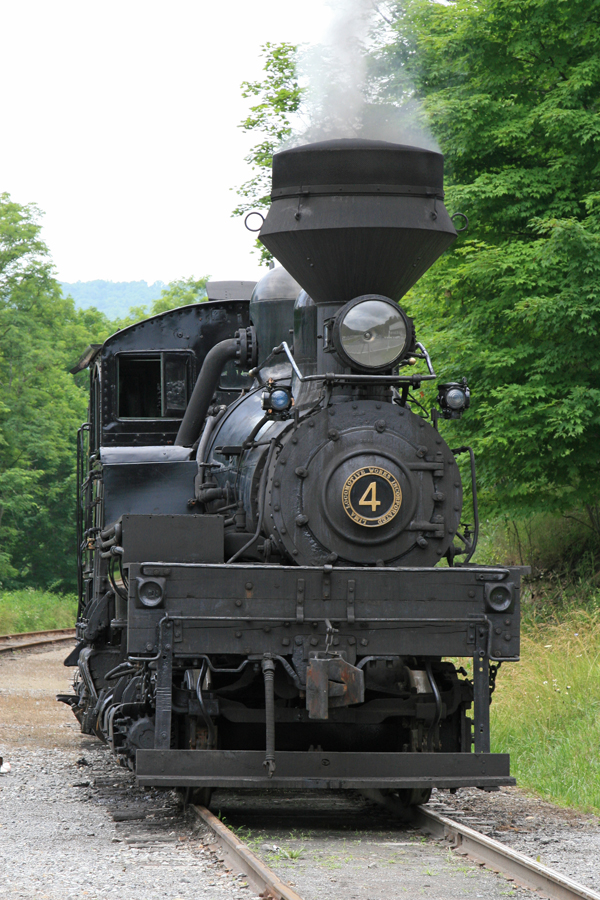
Shay no 4 du Cass Scenic Railroad. On remarque immédiatement le désaxement de la chaudière.
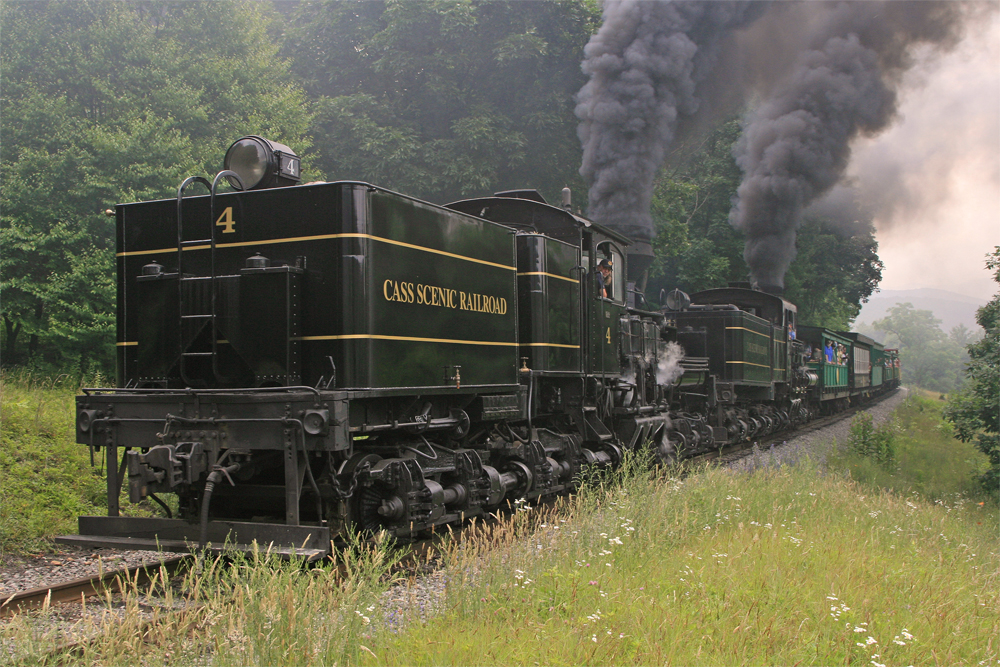
Deux Shay de classe C en double-traction sur le Cass Scenic Railroad, la no 4 en tête, tender-avant.